# Зіткнення в Триполі (2022)
У 2022 році в Триполі спалахнули зіткнення між силами, лояльними до конкурентів прем'єр-міністрів Лівії Фатхі Башагхи та Абдула Хаміда Дбейбеха, через столицю Триполі.

## Передумови
Друга громадянська війна в Лівії завершилася припиненням вогню 23 жовтня 2020 року. Уряд національної єдності було сформовано 10 березня 2021 року, прем'єр-міністром став Абдул Хамід Дбейбе. 21 вересня 2021 року Палата представників, розташована у східній Лівії, висловила вотум недовіри уряду єдності, а 10 лютого 2022 року призначила Фатхі Башагу прем'єр-міністром, яке відхилили Дбейбе та УНЄ.

## Серпневі сутички
27 серпня сутички між угрупованнями посилилися. Щонайменше 32 людини загинули, ще 159 отримали поранення.